# Erich von Manstein
Erich von Manstein, nemški feldmaršal, * 24. november 1887,Berlin, † 10. junij 1973, Irschenhausen.
von Manstein je bil rojen v aristokratski družini z dolgo vojaško tradicijo in se je tako tudi sam posvetil vojaški karieri. Za časa prve svetovne vojne se je boril kot nižji oficir na zahodni in vzhodni fronti. Znan je postal po višjih poveljstvih, ki jih je opravljal v drugi svetovni vojni in velja za enega najbolj sposobnih poveljnikov nasploh. Leta 1940, ko je bil šef štaba pri von Rundstedtu, enem najvišjih nemških poveljnikov, je predlagal prodor skozi Ardenske gozdove, Hitler je privolil in na ta način je Nemčija dosegla hitro zmago nad Francozi, ki jih je prodor povsem onesposobil. Kasneje je von Manstein služboval na vzhodni fronti in se tam posebej izkazal. Predvsem je znan po bojih na Krimu in tamkajšnji zasedbi trdnjave Sevastopol v letu 1942. V začetku naslednjega leta je priboril zadnjo nemško zmago proti Sovjetom, ki jo je dosegel s svojim odličnim vodenjem v tretji bitki pri Harkovu. Leta 1944 ga je Hitler odstavil zaradi medsebojnega nestrinjanja glede vodenja vojne. 